# المتعاون (رواية)
المتعاون (في ٢٠١١) الروايه الأولى كانت لميزرا وحيد تعينت في الهند كانت في خط التحكم يفصل الكشمير الهندي إلى الكشمير الباكستاني.الراوي الأول كان شاب عندما أنهى العمل في الجيش الهندي قتل في مواجهات مع الجيش الهندي.

## لأستقبال
الكتاب كان متعاون ومتميز في ٢٠١١/كتاب العام في التلغراف ، الرجل دولة الجديد الأعمال المضبوطة والتلغراف الهندي كما كان في نهائي جائزة الغارديان للكتاب الأول عام 2011. و في ٢٠١١أخذ جائزه الكتاب الأول شاكي باهت.